# Мужун Чао
Мужун Чао (кит.: 慕容超; піньїнь: Murong Chao; 385-410) — останній імператор Південної Янь періоду Шістнадцяти держав.

## Життєпис
Був племінником імператора Мужун Де. Оскільки жоден із синів останнього не вижив, він оголосив своїм спадкоємцем Мужун Чао, який і зайняв трон 405 року. Спочатку вважався здібним правителем, утім дуже швидко став надто примхливим й абсолютно не сприймав критику. 410 року цзінський генерал Лю Юй завдав поразки армії Південної Янь і вбив Мужун Чао. Після цього династія Південня Янь припинила своє існування.